# Krzemień (powiat białobrzeski)
Krzemień – wieś sołecka w Polsce położona w województwie mazowieckim, w powiecie białobrzeskim, w gminie Stromiec.
| SIMC    | Nazwa             | Rodzaj    |
| ------- | ----------------- | --------- |
| 0638754 | Budy Boskowolskie | część wsi |

W latach 1975–1998 miejscowość należała administracyjnie do województwa radomskiego.
Dawna nazwa części miejscowości: Budy Boskowolskie.
Wierni Kościoła rzymskokatolickiego należą do parafii Matki Bożej Częstochowskiej w Bożem.